# Teledapus aranea
Teledapus aranea är en skalbaggsart som beskrevs av Holzschuh 2003. Teledapus aranea ingår i släktet Teledapus och familjen långhorningar. Inga underarter finns listade i Catalogue of Life.